# Gorlois
V artušovské legendě je Gorlois (velšsky: Gwrlais) z Tintagelu, cornwallský vévoda, prvním manželem Igraine před Utherem Pendragonem. Je otcem Morgan le Fay, Morgause a Elaine.
Gorloisovo jméno se poprvé objevuje v díle Historia Regum Britanniae (Historie králů Británie; kolem roku 1136) Geoffreyho z Monmouthu, ve kterém se Uther zamiluje do Igraine a válčí s Gorloisem, aby ji získal. Uther žádá o Merlinovu pomoc při svém usilování získat ji a Merlin tak namíchá kouzelný lektvar, kterým promění Uthera do podoby Gorloise. Uther coby Gorlois tak snadno ke své lásce přistoupí, spí s ní a počne Artuše. Aniž by o tom Uther nebo Igraine věděli, je skutečný Gorlois té samé noci zabit na svém hradu. Uther nakonec Igraine přesvědčí, aby si ho vzala.
Pozdější zpracování příběhu jako kupříkladu cyklus rytířských románů Lancelot-Grail a Le Morte d'Arthur od Thomase Maloryho tento koncept rozšiřuje vyprávěním, že se Gorloisovy dcery provdaly za Utherovy vazaly, a sice Elaine za krále bretaňského království Cornouaille Nentrese z Garlotu, Morgause za eponymního krále království Lothian Lota Orknejského a, poté co získala vzdělání v klášteru, Morgan za krále britonského království Rheged Uriena. Artuš neměl žádnou povědomost o těchto sňatcích, a dokonce ani o existenci svých nevlastních sester, neboť ještě coby batole ho Merlin odňal matce, aby ho vychoval sir Ector, jeho adoptivní otec.